# Gesine Laatz
Gesine Laatz (* 2.2.1960 in Berlin, DDR) ist eine ehemalige deutsche Schauspielerin.

## Leben
Gesine Laatz absolvierte nach ihrem Schulabschluss von 1979 bis 1982 eine professionelle Schauspielausbildung an der Hochschule für Schauspielkunst Ernst Busch in Ost-Berlin.
Sie wirkte von 1977 bis 1990 als Schauspielerin vor der Kamera in mehreren Filmen des DDR-Fernsehens und in DEFA-Spielfilmproduktionen mit. Sie war auch als Bühnendarstellerin an verschiedenen Theaterhäusern tätig und trat in Theaterstücken auf.
Nach der Wende arbeitete Laatz nicht mehr als Schauspielerin und studierte Spiel- und Theaterpädagogik an der Hochschule der Künste in Berlin. Später war sie auch zeitweise als Schauspiellehrerin tätig.
Nach einer Ausbildung in Personalmanagement und als Dozentin in der Erwachsenenbildung ist sie seit 2013 als Dozentin an einer Fachschule für Sozialpädagogik tätig.
Sie lebt in Berlin.

## Filmografie
- 1977: Der Staatsanwalt hat das Wort: Die Zechtour (TV-Reihe)
- 1980: Blaue Pferde auf rotem Gras
- 1983: Der Mann und sein Name
- 1983: Martin Luther (TV-Mehrteiler)
- 1985: Polizeiruf 110: Außenseiter
- 1985: Unternehmen Geigenkasten
- 1985: Mein lieber Onkel Hans
- 1987: Der Staatsanwalt hat das Wort: Ich werde dich nie verraten (TV-Reihe)
- 1988: Die Schauspielerin
- 1989: Späte Ankunft
- 1989: Narrenweisheit
- 1990: Polizeiruf 110: Abgründe
- 1990: Weihnachten schneit’s